# Rodrigo Pinto Jerez
Rodrigo Andrés Pinto Jerez (Talagante, Chile, 4 de octubre de 1973) es un exfutbolista y contador chileno. Jugaba de portero y militó en diversos clubes de Chile.
Hermano del también arquero Miguel Pinto.
Estuvo casado con la bailarina exótica Doris Leiva Maúlen, conocida como Candy Kourneycoba o "la Kournikova chilena", fallecida en accidente automovilístico en febrero de 2014 y padrastro de Claudio Leiva hijo de Doris, con quien además tenían un niño de 3 años al momento del accidente.
En las Elecciones municipales de Chile de 2021, fue candidato a Concejal por la comuna de Peñaflor como Independiente apoyado por Renovación Nacional, obteniendo un 1,44% de los votos, sin resultar electo.

## Selección nacional
En 2000 fue convocado a la selección chilena por Nelson Acosta, disputando los 90 minutos en la victoria 3-2 de Chile contra Bulgaria en la Copa Ciudad de Valparaíso.

### Partidos internacionales
| 1     | 12 de febrero de 2000 | Estadio Elías Figueroa Brander, Valparaíso, Chile | Chile      | 3-2 | Bulgaria | -2 |  | Nelson Acosta | Copa Ciudad de Valparaíso |
| Total | Total                 | Total                                             | Presencias | 1   | Goles    | -2 |  |               |                           |

|}
| Selección chilena | Selección chilena | Selección chilena |
| Año               | Partidos          | Goles             |
| ----------------- | ----------------- | ----------------- |
| 2000              | 1                 | -2                |
| Total             | 1                 | -2                |

## Clubes
| Club                | País  | Año       |
| ------------------- | ----- | --------- |
| Municipal Talagante | Chile | 1993      |
| Deportes Melipilla  | Chile | 1994-1998 |
| Santiago Morning    | Chile | 1999-2002 |
| Deportes Ovalle     | Chile | 2003      |
| Unión San Felipe    | Chile | 2004      |
| Santiago Morning    | Chile | 2004-2005 |
| Unión San Felipe    | Chile | 2006-2007 |